# Marco Fichera
Marco Fichera (Catania, 1993. szeptember 4. –) olimpiai ezüstérmes, ifjúsági olimpiai bajnok olasz párbajtőrvívó.